# Château de Dornoch
Le château de Dornoch est situé en face de la cathédrale de Dornoch dans la ville de Dornoch, dans le Sutherland, en Écosse, à un peu plus de 40 milles ( Unité «  » inconnue du modèle {{Conversion}}.) au nord d'Inverness.
Le château est exploité comme un hôtel familial de 24 chambres.

## Histoire
Le château de Dornoch est construit vers 1500 comme résidence des évêques de Caithness. L'évêque Robert Stewart offre le château à John Gordon, 11e comte de Sutherland en 1557. En 1570, le château est incendié lors d'une querelle entre les McKay et les Murray. La reconstruction comprend l'ajout de la partie supérieure de la tour. Le château se délabre au XVIIIe siècle, mais est restauré en 1813-1814 pour servir d'école et de prison. En 1859-1860, il devient un palais de justice et le siège du shérif de Sutherland avec un remodelage approfondi par William Fowler.
D'autres modifications sont apportées vers 1880, notamment l'élévation du bloc sud-ouest et l'ajout d'une tour est de trois étages. À la suite de la restauration, le château devient un pavillon de chasse pour les sportifs de passage. Le bâtiment passe en mains privées en 1922, et redevient un hôtel en 1947. C'est maintenant le Dornoch Castle Hotel. Le Dornoch Castle Hotel dispose de 24 chambres, dont des suites et des chambres avec jardin, qui sont construites dans les années 1970. Le château est un monument classé de catégorie B.